# نوريهيرو ياغي
نوريهيرو ياغي (باليابانية: 八木 教広) من مواليد 1969م في مدينة ناها في محافظة أوكيناوا اليابانية، وهو مؤلف وكاتب قصة مصورة في أشهر المانغا اليابانية المشهورة، بدأ حياته لعمل المانغا عام 1990م.

## وصلات خارجية
- نوريهيرو ياغي على موقع IMDb (الإنجليزية)
- نوريهيرو ياغي على موقع ANN person (الإنجليزية)